# Институт за кукуруз Земун поље
Институт за кукуруз Земун поље је научноистраживачка установа у београдском насељу Земун pоље. Своју делатност обавља у области истраживања у биотехничким наукама, селекције, семенарства, развоја хибрида кукуруза високог потенцијала родности и квалитета за различите агроеколошке услове, основних истраживања у примењеним и развојним програмима у оплемењивању, производњи семена, гајења и коришћења кукуруза и соје, развоја ЗП система производње кукуруза и соје са циљем добијања стабилних и високих приноса у различитим агроеколошким условима гајења, производње масовног и комерцијалног семена, сушења, дораде, испитивања квалитета, складиштења, као и продаје комерцијалног и основног ЗП хибридног семена кукуруза и ЗП сорти соје, развијања процедура и метода искоришћавања кукуруза и соје за исхрану домаћих животиња и индустријску прераду, развоја и примене различитих, научних програма и пројеката са циљем унапређивања производње кукуруза и соје у земљи и иностранству, те школовања и обучавања стручњака са циљем повећања производње и коришћења кукуруза и соје.

## Историјат
Институт је основан 1945. године, најпре под називом Савезни завод за оплемењивање и производњу биља. Након неколико наредних промена назива, 1961. установљен је назив под којим је и данас познат.
Почетне фазе развоја програма оплемењивања кукуруза обележила је колекција изворних материјала за оплемењивање и концентрација већег броја стручњака у овој области у тадашњој Југославији. Почетком 50-тих година 20. века започето је стварање самооплодних линија употребом локалних популација као изворних материјала. 1953. године уследило је повезивање групе истраживача Института са тада водећим универзитетима и колегама у САД. Од тог периода у Институту су постојале нове фазе оплемењивања кукуруза, које је карактерисало увођење нових хибрида са побољшаним својствима: хибрида са повећаном јачином корена и чврстином стабла, хибрида са повећаном брзином отпуштања влаге у периоду сазревања, хибрида са ниже насађеним клипом, хибрида са квалитетнијом семенском производњом, хибрида са већом толерантношћу на услове стреса, итд.
У периоду 1960-1961. радило се на тестирању првих линија кукуруза добијених из домаћих сорти, док су амерички дволинијски хибриди коришћени као тестери. У периоду 1964-1966. регистрована је серија четворолинијских хибрида. 1964. године први регистровани хибрид Института био је хибрид ЗП 755. 1969. годину карактерише и први извоз семена хибрида кукуруза. Услед појаве све озбиљније конкуренције и промена на тржишту, паралелано са престанком финансирања из државног буџета, али и стварањем високородних дволинијских (SC) хибрида, Институт се све више организовано бави маркетиншким активностима.
Након рада на оплемењивању кукуруза нормалног квалитета зрна, 70-тих година 20. века започет је рад и на оплемењивању кукуруза специфичних својстава. Институт до данас карактерише 40 признатих хибрида кукуруза шећерца, а први хибриди кукуруза кокичара регистровани су 1983. године. У периоду 1990-1997. године Институт је прешао на систем организације производње, што је подразумевало уговорену производњу и дораду семена, а у исто време и њихово плаћање и продају семена.
2009. године Институт је организован, као научноистраживачка установа која послује у складу са прописима којима се уређује правни положај јавних служби. 15.09.2015. године Институт за кукуруз „Земун поље“ обележио је 70 година свог постојања.

## Ресурси којима Институт располаже
- Банка гена кукуруза са око 6.000 узорака, у које се убрајају 2.217 локалних популација и 3.258 интродукованих генотипова. Ова банка гена по својој величини представља девету у свету
- Дорадни центар
- 6 лабораторија
- Експериментална станица за селекцију раних хибрида кукуруза на Планиници

## Главна достигнућа
- Више од 630 ЗП хибрида кукуруза признатих у земљи
- Више од 110 ЗП хибрида кукуруза признатих у иностранству
- 7 сорти соје признатих у земљи
- 2 сорте пшенице признате у земљи
- 2 сорте јечма признате у земљи
- 1 сорта јечма призната у иностранству
- 1 сорта тритикалеа призната у земљи

### Познати хибриди кукуруза
- ЗП 196
- ЗП 260
- ЗП 333
- ЗП 341
- ЗП 366
- ЗП 388
- ЗП 427
- ЗП 434
- ЗП 504 су
- ЗП 555
- ЗП 560
- ЗП 600
- ЗП 606
- ЗП 611 к
- ЗП 633
- ЗП 666
- ЗП 677
- ЗП 684
- ЗП 684 ултра
- ЗП 704
- ЗП 735

## Научноистраживачки рад
Програм научноистраживачког рада Института реализује се у оквиру пројеката, у чије остваривање су активно укључени тимови различитих специјалности - из области оплемењивања, молекуларне биологије, фитопатологије, технологије, биохемије, моделирања експеримената, израде електронских база података и њихове обраде. 2009. године основан је и експериментално-развојни погон за производњу функционалне хране. Ово се првенствено односи на особе са специфичним потребама по питању исхране. 2015. године зепочета је производња кукурузног брашна без глутена, које у себи има повећан садржај антиоксиданаса.
Библиотека Института основана је 1946. године. Она се од 1997. године води у централном регистру Универзитетске библиотеке "Светозар Марковић".

## Међународна сарадња
Од оснивања до 2015. године Институт је реализовао 23 међународна пројекта са Русијом, Белорусијом, Украјином, Казахстаном, Ираном, Замбијом, Француском, Бугарском, Словачком, Никарагвом, Хрватском и САД. Извоз семена обавља се ка различитим тржиштима - земљама у региону, Турској, Русији, Украјини, земљама централне и западне Европе, земљама Блиског истока и земљама афричког континента.